# Epioblasma flexuosa
Epioblasma flexuosa är en musselart som först beskrevs av Rafinesque 1820.  Epioblasma flexuosa ingår i släktet Epioblasma och familjen målarmusslor. IUCN kategoriserar arten globalt som utdöd. Inga underarter finns listade i Catalogue of Life.